# Belfast Wheel
A Belfast Wheel egy 60 méter magas óriáskerék volt Belfast (Észak-Írország) központjában a belfasti városháza keleti oldalán, mely 2007. novembertől 2010. áprilisig működött.

## Felépítése
A Belfast Wheel 42 teljesen zárt és fűtött kapszulával működött, melyek egyenként nyolc ember befogadására voltak képesek. A kapszulák egyike egy bőr ülésekkel, üvegpadlóval és szórakoztató berendezésekkel ellátott luxuskapszula volt. A 13 perces menetek közben kommentár is hallgatható volt a környező látványról.
A 365 tonnás óriáskereket 2007 novemberében nyitották meg. Fedélzetéről belátható volt Belfast és a Belfast Lough tengeröböl. Tulajdonosa és működtetője a World Tourist Attractions.

## Története
2009 májusában a városi tanács úgy döntött, hogy az eredetileg csak hat hónapra tervezett idő helyett az óriáskereket további két éven át működtessék az akkori helyén. Azonban a Belfast Titanic Society megpróbálta megakadályozni a tanács ezen törekvését, mondván, hogy a kerék az akkor helyén elhomályosította a Titanic áldozatainak emlékművét. Végül a Titanic Society számára azt a lehetőséget ajánlották föl, hogy az emlékművet helyezzék át a városháza északkeleti sarkára. 2009. novemberben a Belfast Wheel helyszíne ismét vitát robbantott ki, mire Naomi Long, Belfast polgármestere tárgyalásokba kezdett a Titanic-emlékmű áthelyezéséről, hogy még a tragédia 2012-es évfordulója előtt kész legyen.
2009. június 22-én egy 38 éves férfi felmászott a 60 méteres kerék tetejére, melynek leállítása miatt így a fedélzetén lévő turisták több mint három órára a keréken rekedtek. A férfi, aki a hagyománytisztelő nomád utazó írek tagja volt, akik éppen a városházán szervezték egyik tiltakozásukat, mindössze egy alsónadrágot viselt mindeközben. Végül a tűzoltók egy különleges osztaga felmászott érte és lehozták a férfit, aki rendzavarásért felfüggesztett börtönbüntetést kapott.
Nagy vitákat kiváltó történelme miatt két és fél év működés után 2010. április 11-én az óriáskereket bezárták. Az Environment Agency hivatala elutasította a tulajdonos kérelmét a Belfast Wheel további működésére, hogy ne legyen egy állandó attrakció egy ún. listázott épület mellett.

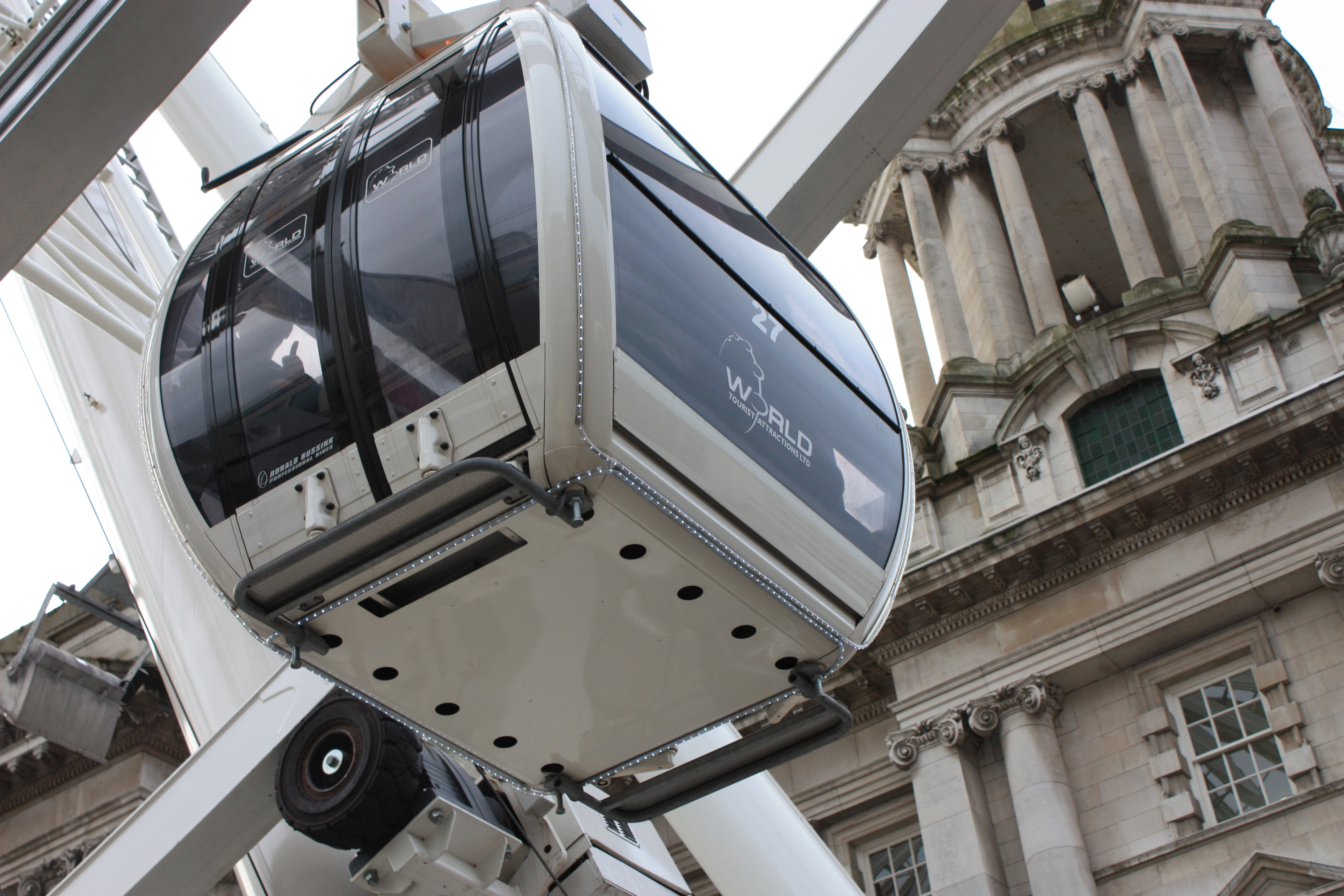
A Belfast Wheel egy kapszulája